# براين رونالدز
براين مورتن (بالإنجليزية: Brian Ronalds)‏ (و. 1973 – م) هو منتج أفلام، وممثل من الولايات المتحدة الأمريكية . ولد في لوس أنجلوس .

## روابط خارجية
- براين رونالدز على موقع IMDb (الإنجليزية)
- براين رونالدز على موقع قاعدة بيانات الفيلم (الإنجليزية)